# Natural Causes
Natural Causes (englisch für „Natürliche Ursachen“) ist das dritte Studioalbum der US-amerikanischen Sängerin Skylar Grey. Es erschien am 23. September 2016 über die Labels KIDinaKORNER und Interscope Records.

## Produktion
Bei Natural Causes fungierte Skylar Greys Labelchef Alex da Kid als Ausführender Produzent. Weitere Beats stammen von dem Rapper Eminem sowie den Musikproduzenten Mike Elizondo, Mark Batson, Symbolyc One, Jayson DeZuzio, Epikh Pro und Labrinth. Auch Skylar Grey selbst war an der Produktion beteiligt.

## Covergestaltung
Das Albumcover ist in Schwarz-weiß gehalten und zeigt Skylar Greys Kopf von der Seite. Ihr Hals wird von Baumwurzeln gebildet. Oben im Bild befindet sich der Titel Natural Causes in Weiß und rechts unten steht der weiße Schriftzug Skylar Grey. Der Hintergrund ist grau.

## Gastbeiträge
Der einzige Gastauftritt des Albums stammt von dem Rapper Eminem, der auf dem Lied Kill for You zu hören ist.

## Titelliste
| #  | Titel              | Gastbeiträge | Produzent                          | Länge |
| -- | ------------------ | ------------ | ---------------------------------- | ----- |
| 1  | Intro - Wilderness |              | Labrinth                           | 1:34  |
| 2  | Jump               |              | Mark Batson, Mike Elizondo         | 4:28  |
| 3  | Lemonade           |              | Symbolyc One, Alex da Kid          | 3:53  |
| 4  | Kill for You       | Eminem       | Mike Elizondo, Mark Batson, Eminem | 4:51  |
| 5  | Come Up for Air    |              | Eminem, Luis Resto                 | 4:20  |
| 6  | Real World         |              | Alex da Kid                        | 4:02  |
| 7  | Straight Shooter   |              | Jayson DeZuzio                     | 2:58  |
| 8  | Off Road           |              | Jayson DeZuzio                     | 3:17  |
| 9  | In My Garden       |              | Mike Elizondo                      | 3:15  |
| 10 | Moving Mountains   |              | Mike Elizondo, Mark Batson         | 4:13  |
| 11 | Picture Perfect    |              | Symbolyc One, Epikh Pro            | 4:35  |
| 12 | We Used to Be Bad  |              | Alex da Kid, Jayson DeZuzio        | 4:10  |
| 13 | Closer             |              | Skylar Grey                        | 3:47  |

## Singles
| Professionelle Bewertungen | Professionelle Bewertungen |
| -------------------------- | -------------------------- |
| Kritiken                   |                            |
| Quelle                     | Bewertung                  |
| allmusic                   | [ 2 ]                      |

Die erste Single Moving Mountains wurde am 31. März 2016 zum Download veröffentlicht. Am 21. Juli folgte die zweite Auskopplung Off Road, bevor am 2. September 2016 die Single Come Up for Air erschien. Außerdem wurde am 16. September das Lied Lemonade ausgekoppelt und am 22. September 2016 wurde der Song Kill for You auf der Website des Magazins Rolling Stone veröffentlicht.